# Krystyna Szumilas

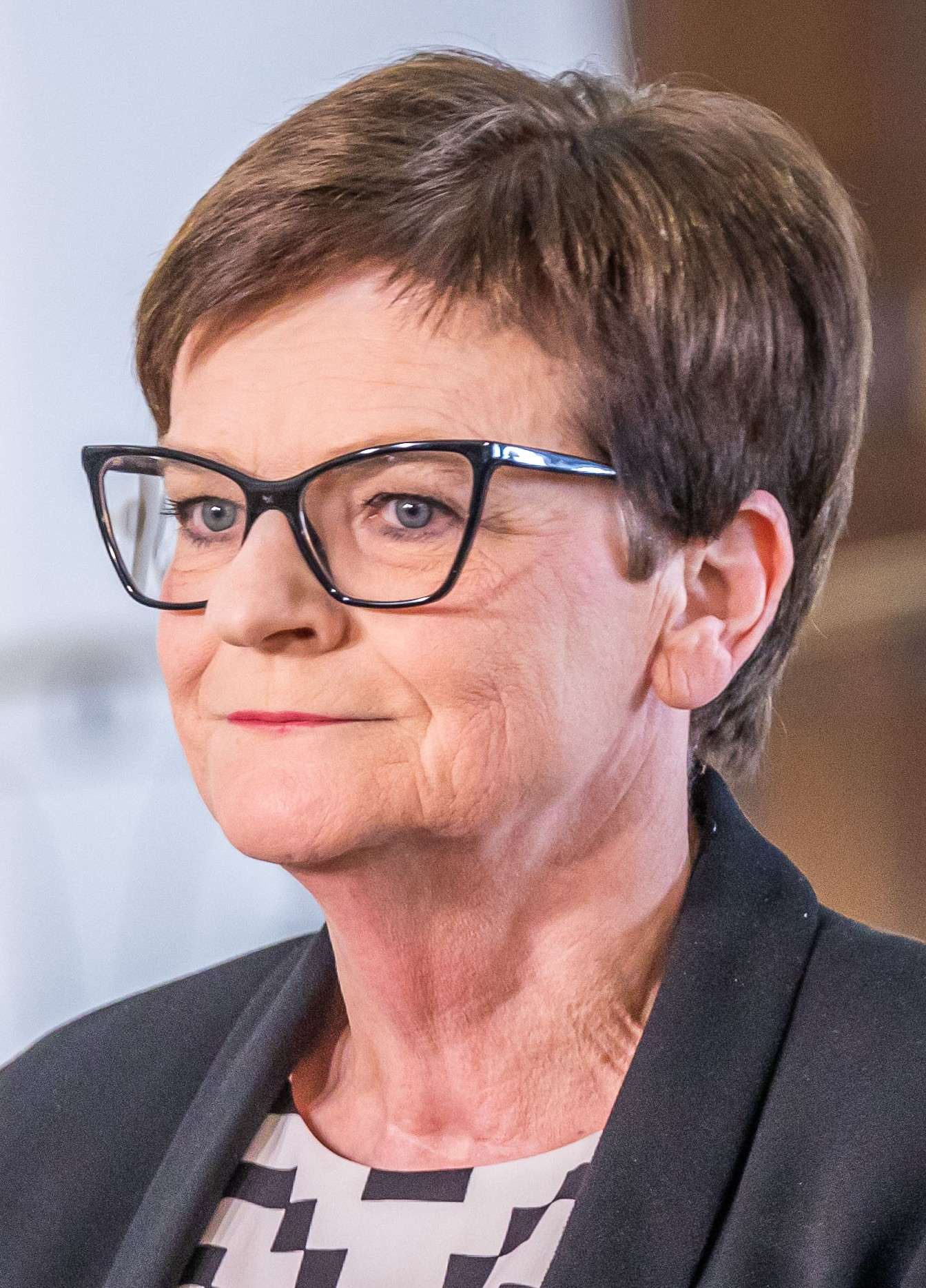
Krystyna Szumilas (2023)

Krystyna Maria Szumilas (* 28. Juni 1956 in Knurów als Krystyna Maria Zillmann) ist eine polnische Politikerin (UW, PO). Von 2011 bis 2013 war sie Bildungsministerin. Sie gehört seit 2001 dem Sejm in der IV., V., VI., VII., VIII., IX. und X. Wahlperiode an.

## Leben und Beruf
Szumilas schloss 1983 ihr Studium an der Schlesischen Universität in Katowice am Fachbereich für Mathematik, Physik und Chemie ab. Anschließend folgte ein Aufbaustudium für Informatik. Bereits ab 1975 bis 1991 war Krystyna Szumilas als Mathematiklehrerin der Grundschule Nr. 6 in Knurów tätig. Ab 1991 bis 1995 war sie Verantwortliche für das Bildungswesen der Stadt Knurów. 1999 absolvierte sie ein Aufbaustudium im Bereich Kommunalverwaltung an der Schlesischen Universität.
Krystyna Szumilas ist verheiratet und hat drei Kinder.

## Politik
Krystyna Szumilas, die zunächst der Unia Wolności angehört hatte, war von 1990 bis 1994 Mitglied des Stadtrates ihrer Heimatstadt und von 1998 bis 2001 Mitglied im Kreistag des Powiats Gliwicki.
Bei den Parlamentswahlen 2001 kandidierte sie für die Platforma Obywatelska (PO), der sie im selben Jahr beigetreten war, und konnte das erste Mal einen Sitz im Sejm erlangen. Auch bei den Parlamentswahlen 2005, mit 16.105 Stimmen, und den vorgezogenen Wahlen 2007, mit 27.100 Stimmen, erlangte sie ein Mandat. Sie war zunächst ab 2007 Staatssekretärin im Bildungsministerium, und am 18. November 2011 wurde sie, nachdem sie bei der Parlamentswahl 2011 erneut in das Parlament gewählt worden war, Nachfolgerin von Katarzyna Hall als Bildungsministerin. Am 27. November 2013 wurde sie von diesem Amt abberufen. Daraufhin kandidierte sie erfolglos bei der Europawahl 2014, wurde aber 2015 für die PO wiederum in den Sejm gewählt. Bei den Parlamentswahlen 2019 und 2023 wurde sie dann für das Wahlbündnis Koalicja Obywatelska (KO), an dem sich die PO nunmehr beteiligt, wiedergewählt. Seit 2023 ist sie Vorsitzende des Sejm-Ausschusses für Bildung und Wissenschaft. Bei der Europawahl 2024 kandidierte sie ohne Erfolg für die KO.

## Ehrungen
- 1998 Silbernes Verdienstkreuz der Republik Polen[17]